# 许南明
许南明（1922年—），原名许庸、许桂文，男，广东普宁人，中国电影评论家，曾任中国电影家协会书记处书记。